# Пассек, Татьяна Сергеевна
Татья́на Серге́евна Па́ссек (2 (15) августа 1903, Санкт-Петербург — 4 августа 1968, Москва) — советский археолог, один из ведущих специалистов по неолиту, энеолиту и бронзовому веку Юго-Восточной Европы. Старший научный сотрудник Института археологии АН СССР (с 1932). Доктор исторических наук (1947). Лауреат Сталинской премии (1950).

## Биография
Татьяна Сергеевна Пассек родилась в Петербурге, в семье, издавна известной своими культурными и научными интересами. Её прадед Вадим Васильевич Пассек был известным археологом и этнографом, прабабушка — Татьяна Петровна Пассек — литератор, родственница Александра Ивановича Герцена. Бабушка — известная детская писательница-гарибальдийка Александра Николаевна Пешкова-Толиверова. Мать — драматург Вера Сергеевна Чоглокова, в первом браке Пассек. Отец — Сергей Владимирович Пассек, чиновник Министерства финансов. Татьяна окончила факультет общественных наук Ленинградского университета по отделению археологии и истории искусств, потом аспирантуру того же университета (1930 год). Уже в студенческие годы объектом её особых интересов стала трипольская культура, широко тогда известная, но вызывавшая острые дискуссии.

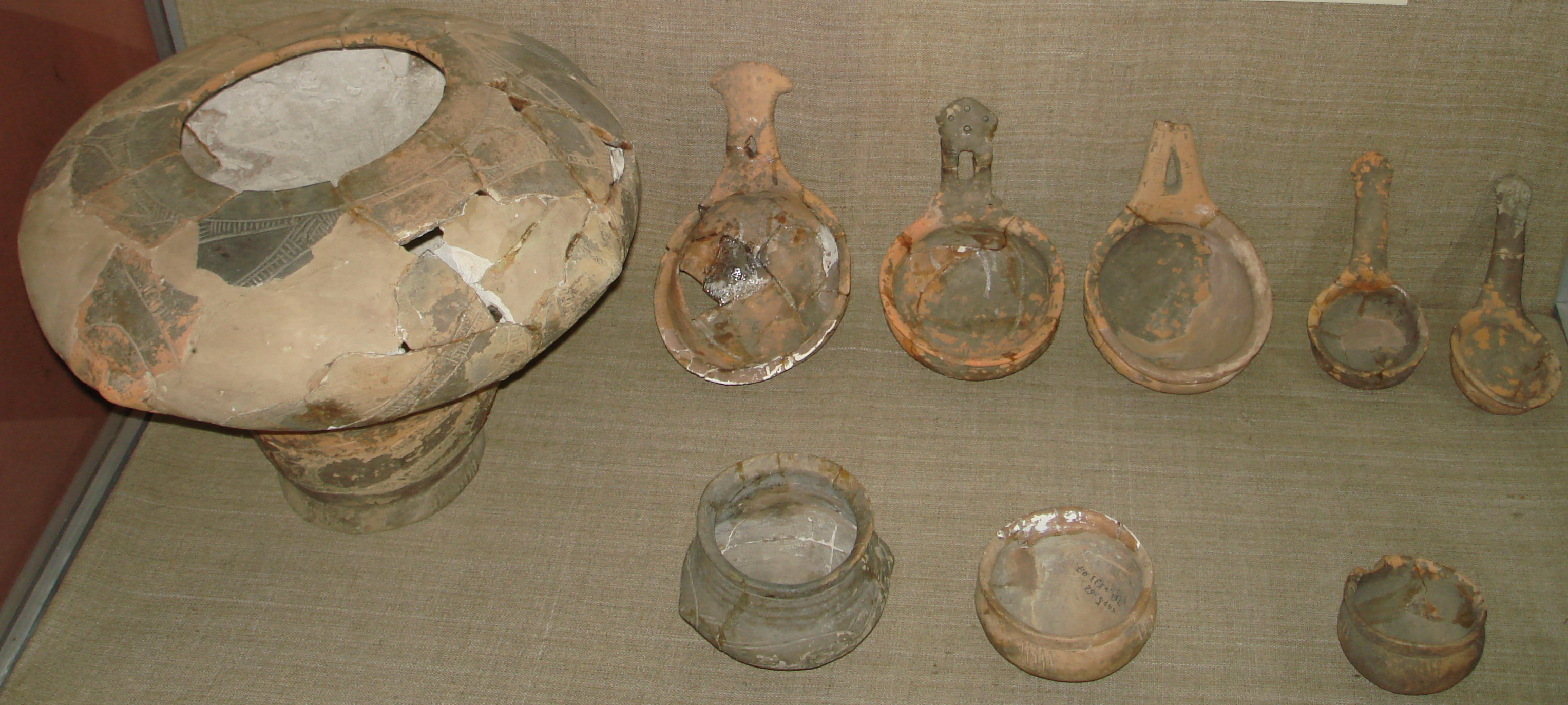
Предметы с поселения близ села Карбуна Яловенского района Молдавии. Культура Триполье-Кукутень. Возраст 3600 лет до н. э. Исследования Т. С. Пассек, 1962 г.

По окончании аспирантуры Татьяна Сергеевна Пассек была зачислена в качестве научного сотрудника в штат Государственной академии истории материальной культуры в Ленинграде, где проработала с 1930 по 1932 год. Далее она переехала в Москву, где стала сотрудником Государственной академии истории искусств, но в том же 1932 году перешла в Московское отделение ГАИМК, позже преобразованное в ИИМК, ныне Институт археологии РАН, с которым была неразрывно связана её деятельность все последующие годы вплоть до кончины в 1968 году.
В 1930-е годы Татьяна Пассек участвовала в исследованиях памятников энеолита и бронзового века Кавказа, Закавказья. С 1934 года возглавляла Трипольскую экспедицию, работавшую на территории УССР. В том же году защитила кандидатскую диссертацию, посвящённую трипольской керамике. В 1935 году диссертация была опубликована на французском языке. С 1947 по 1968 год возглавляла экспедицию института археологии АН СССР, исследовавшую памятники Молдавии. Работала и на трассе строительства московского метрополитена.
Похоронена на Новодевичьем кладбище вместе с мужем, театральным художником И. Я. Гремиславским.

## Основные работы
Опубликовала свыше 100 работ. Результаты её исследований обобщены в монографиях:
- La céramique Tripolienne. Moscou; Leningrad, 1935;
- Периодизация трипольских поселений (III—II тыс. до н. э.). М., 1949 (Сталинская премия, 1950);
- Раннеземледельческие (трипольские) племена Поднестровья. М., 1961;
- Памятники культуры линейно-ленточной керамики на территории СССР. М., 1963 (совм. с Е. К. Черныш);
- «Новое из истории трипольских племён Днепро-Днестровского междуречья» (1964) и др.

Статьи
- Passek T., Latynine B. A. Sur la question des »kamennye baby» (фр.) // Eurasia Septentrionalis Antiqua. — Helsinki, 1929. — Nid. IV. — S. 290—311.
- Круг чувашских праздников // Академия наук СССР академику Н. Я. Марру. М.; Л., 1935.

## Награды и премии
- орден Ленина (27.03.1954)
- орден Трудового Красного Знамени (10.06.1945)
- медалями «За оборону Москвы», «За доблестный в Великой Отечественной войне 1941—1945 гг.».
- Сталинская премия второй степени (1950) — за научный труд «Периодизация трипольских поселений (III—II тысячелетий до н. э.)» (1949)

## Интересные факты
- 15 августа — в день рождения Татьяны Пассек — в России и на Украине празднуется День археолога.